# トータルデザイン
トータルデザイン (total design) とは、製品から案内表示や乗り物、設備や施設全体までを総合的に管理し、製品や世界観などを一環でデザインを担当すること。環境デザインにおいては、周辺環境や立地条件に配慮し、一定の範囲を対象に、それを構成する建築空間や施設体をデザインするという考え方。
従来の施設や空間、製品等のデザインを個別に行う方法から、より良い空間づくり、統一感、整合性のとれたデザイン等を目指す新たな試みである。さまざまな制度との障害、設計者の意識未成熟といった課題はあるが、複数の施設、空間の関係をつくること、各専門分野間のコラボレーションを図ることなどが目標となる。また、デザインの体制づくりも含まれる。

## トータルデザインの例
- 金子彰史によるゲームワイルドアームズのトータルデザイン
- 井上純弌によるゲームテラ:ザ・ガンスリンガーのトータルデザイン
- 水戸岡鋭治による客船おりんぴあどりーむのトータルデザイン
- 水戸岡鋭治による岡山県総合グラウンド陸上競技場のトータルデザイン
- スタジオゴクウによるサントリー製品のトータルデザイン
- 松井龍哉によるスターフライヤーのトータルデザイン
- 田中一光による無印良品のトータルデザイン
- 成田亨によるウルトラシリーズのトータルデザイン
- 福岡市地下鉄七隈線のトータルデザイン
- 清水悟（シミズ・デザイン事務所）によるプリンスアイスワールドのトータルデザイン
- 荻原貴明によるデイリーポータルZのトータルデザイン
- 中川憲造によるヨコハマNEWSハーバーのトータルデザイン
- 富士急ハイランドリゾート・ホテル&スパ客室「リカちゃんルーム」のトータルデザイン
- 兜岩知也による道の駅お茶の京都みなみやましろ村のトータルデザイン

## その他
宝塚造形芸術大学造形学部産業デザイン学科には、環境トータルデザインコースがある。